# Oliniaceae
Olinia es un género de pequeños árboles y arbustos con diez especies en un solo género dentro de la familia Oliniaceae. Las especies de Olinia son nativas de África, oeste de África en Sudáfrica.

## Especies
- Olinia abyssinica
- Olinia accuminata
- Olinia capensis
- Olinia cymosa
- Olinia emarginata
- Olinia radiata
- Olinia rochetiana
- Olinia vanguerioides
- Olinia ventosa